# Ilattia indigata
Ilattia indigata är en fjärilsart som beskrevs av Alfred Ernest Wileman och South 1921. Ilattia indigata ingår i släktet Ilattia och familjen nattflyn. Inga underarter finns listade i Catalogue of Life.